# Російська печера
Російська (рос. Российская) — печера в Пермського краю Росії. Печера вертикального типу простягання. Загальна протяжність — 1500 м. Глибина печери становить 30 м. Категорія складності проходження ходів печери — 1.